# 哈莱因县

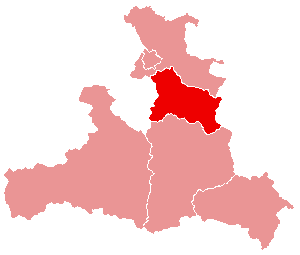
哈莱因县在萨尔茨堡州的位置

哈莱因县（德語：Bezirk Hallein）是奥地利萨尔茨堡州所辖的一个县。总面积668.35平方公里，总人口61660，人口密度92人/平方公里（2023年）。行政中心位于哈萊因。

## 行政区域
哈莱因县辖有13个市镇。